# Halmhatten, Filttofflan och bröderna Rubens
Halmhatten, Filttofflan och bröderna Rubens (finska: Heinähattu, Vilttitossu ja Rubensin veljekset) är en finländsk barnfilm från 2017 regisserad av Anna Dahlman. Filmen är baserad på Tiina och Sinikka Nopolas barnbok med samma namn från 2001.

## Handling
Halmhattens och Filttofflans familj åker på semester, liksom konstaplarna Rillirousku och Isonapa, som gärna slipper Kattilakoski en vecka. Stugorna ligger dock bredvid varandra, så konstaplarna bestämmer sig för att klä ut sig till Rubens konstnärliga bröder för att få vara i fred. Misstankar väcks dock hos Halmhatten och Filttofflan som börjar spionera på sina konstiga grannar. Dessutom gömmer sig två skurkar i den närliggande skogen på jakt efter nergrävt byte.

## Rollista
| Emily Shipway    | – Halmhatten          |
| Ella Kangas      | – Filttofflan         |
| Niina Lahtinen   | – Hanna Kattilakoski  |
| Joonas Nordman   | – Matti Kattilakoski  |
| Janne Kataja     | – Isonapa             |
| Aku Hirviniemi   | – Rillirousku         |
| Krisse Salminen  | – Halise Alibullen    |
| Pirjo Heikkilä   | – Helga Alibullen     |
| Kiti Kokkonen    | – Tiirikka-Taina      |
| Pekka Strang     | – Sorkkarauta-Salonen |
| Pilvi Hämäläinen | – poliskommissarie    |